# ساعت سردر

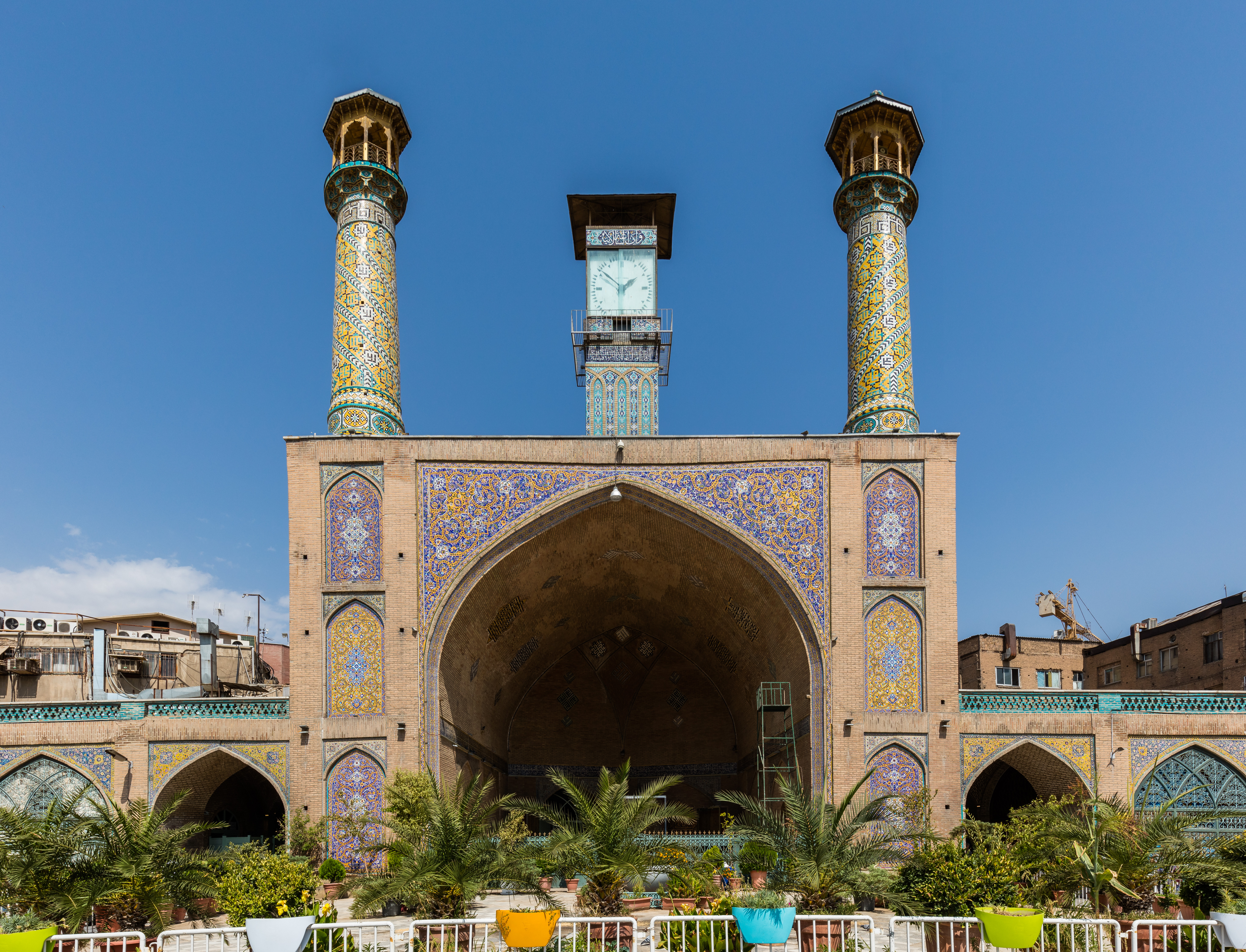
ساعت روی سردر مسجد شاه (تهران)

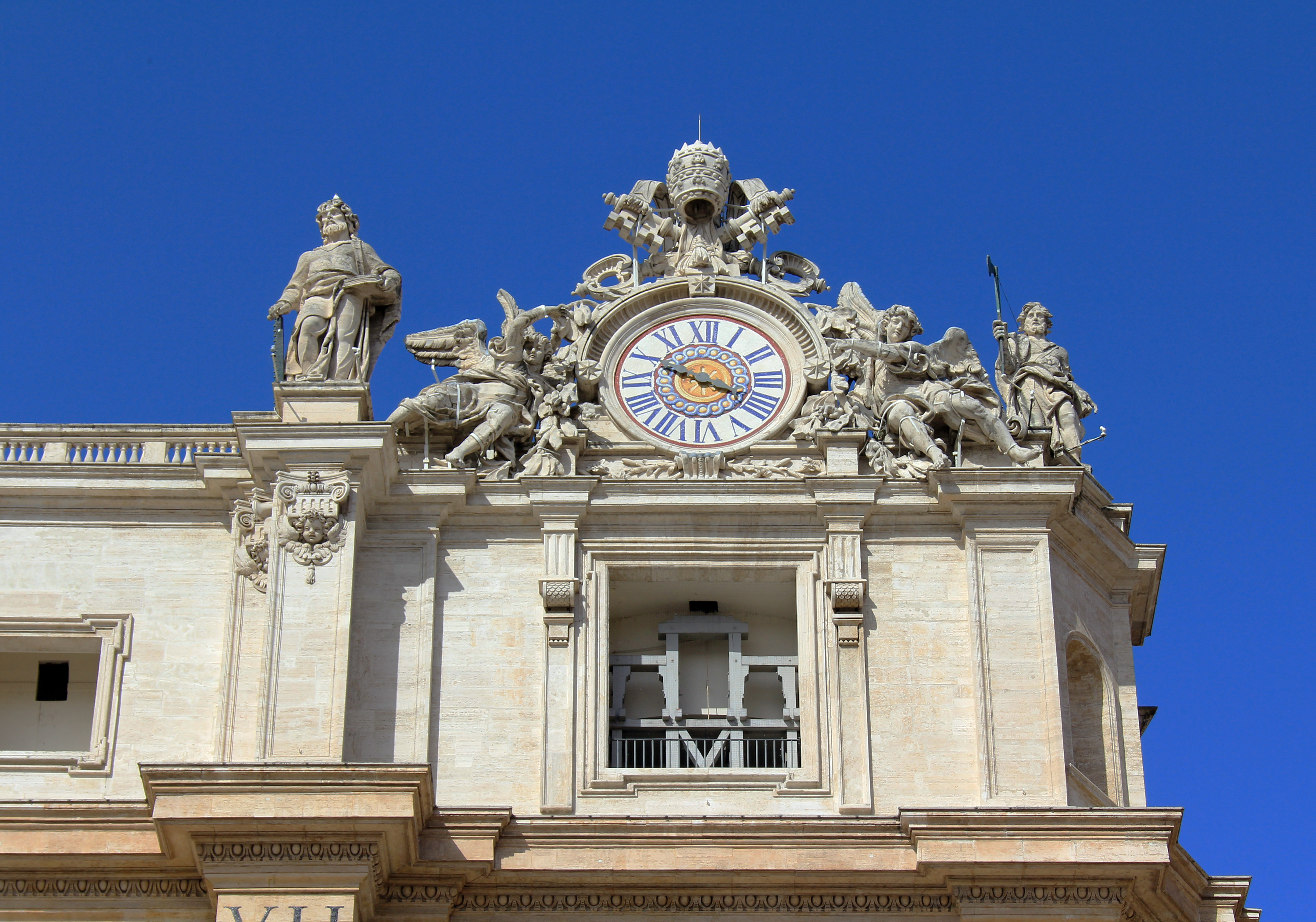
ساعت در نمای یک کاخ

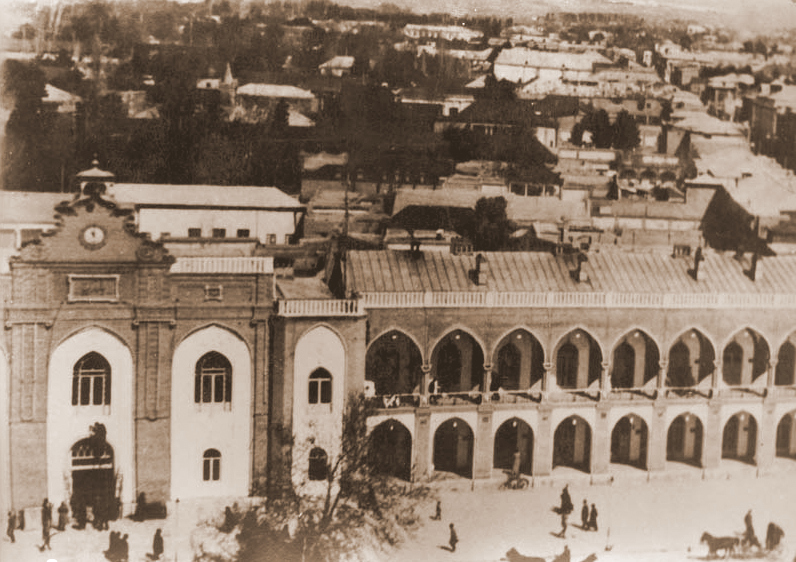
ساعت در نمای ورودی عمارت شهرداری (تهران)

ساعت سردر بخشی از المان سردر ساختمان‌های مهم شهری بودند.

## تاریخچه
در معماری ایرانی از دوره صفویه استفاده از ساعت‌های گویا (که با زنگ زمان را مشخص می‌کردند) شروع شد و قاجاریه و دوره پهلوی استفاده از ساعت در سردر ساختمان‌ها رواج یافت.

## نمونه‌ها در معماری ایرانی
در سردر ساختمان‌هایی مانند مسجد جامع کرمان، مدرسه و مسجد مشیرالسلطنه (تهران)، مدرسه سپهسالار تهران، شاه‌چراغ از ساعت استفاده شده‌است.